# Alyssum flahaultianum
Alyssum flahaultianum là một loài thực vật có hoa trong họ Cải. Loài này được Emb. ex Greuter mô tả khoa học đầu tiên năm 1985.